# Garten-Zeitung. Monatsschrift für Gärtner un Gartenfreunde
Garten-Zeitung. Monatsschrift für Gärtner un Gartenfreunde (abreviado Gart.-Zeitung (Berlín)) fue una revista con ilustraciones y descripciones botánicas que fue editada en Berlín . Se publicaron 4 números en los años 1882-1885.